# Universum (Handelsmarke)
Universum war eine Handelsmarke des Versandhauses Quelle GmbH für Unterhaltungselektronik- und Multimediaprodukte. Der Name des Herstellers wurde dem Kunden gegenüber nicht offengelegt. Der technische Kundendienst Profectis übernahm wie der Hersteller die Garantie-, Reparatur- und Ersatzteillieferungspflichten. Als Folge der Insolvenz des Arcandor-Konzerns geriet auch Profectis in Insolvenz, konnte aber weiterverkauft werden.
Oft wurden die Geräte von Quelle für den Versand nach Deutschland importiert. Hierdurch sparte sich der Hersteller eine Niederlassung im Raum der Europäischen Union. Gegenüber Behörden, zum Beispiel für die Zulassung von Geräten, übernahm dann Quelle die Rolle des Herstellers. Es befanden sich auch kleine Nischenhersteller hinter den Produkten, so wurden Lautsprecher von Eastech oder WIGO bezogen, einer Firma, die als Marke nur das kleine Premiumsegment bediente. Andere Geräte wurden aus der DDR importiert, dabei spielte teilweise auch Zwangsarbeit in der Herstellung eine Rolle.
Bis Anfang der 1960er Jahre war Simonetta die Handelsmarke für Radio- und Tonbandgeräte aus dem Hause Quelle; Fernsehgeräte wurden von Anfang an unter der Bezeichnung Universum angeboten. Kassettenrekorder wurden auch unter der Handelsmarke Privileg vertrieben.

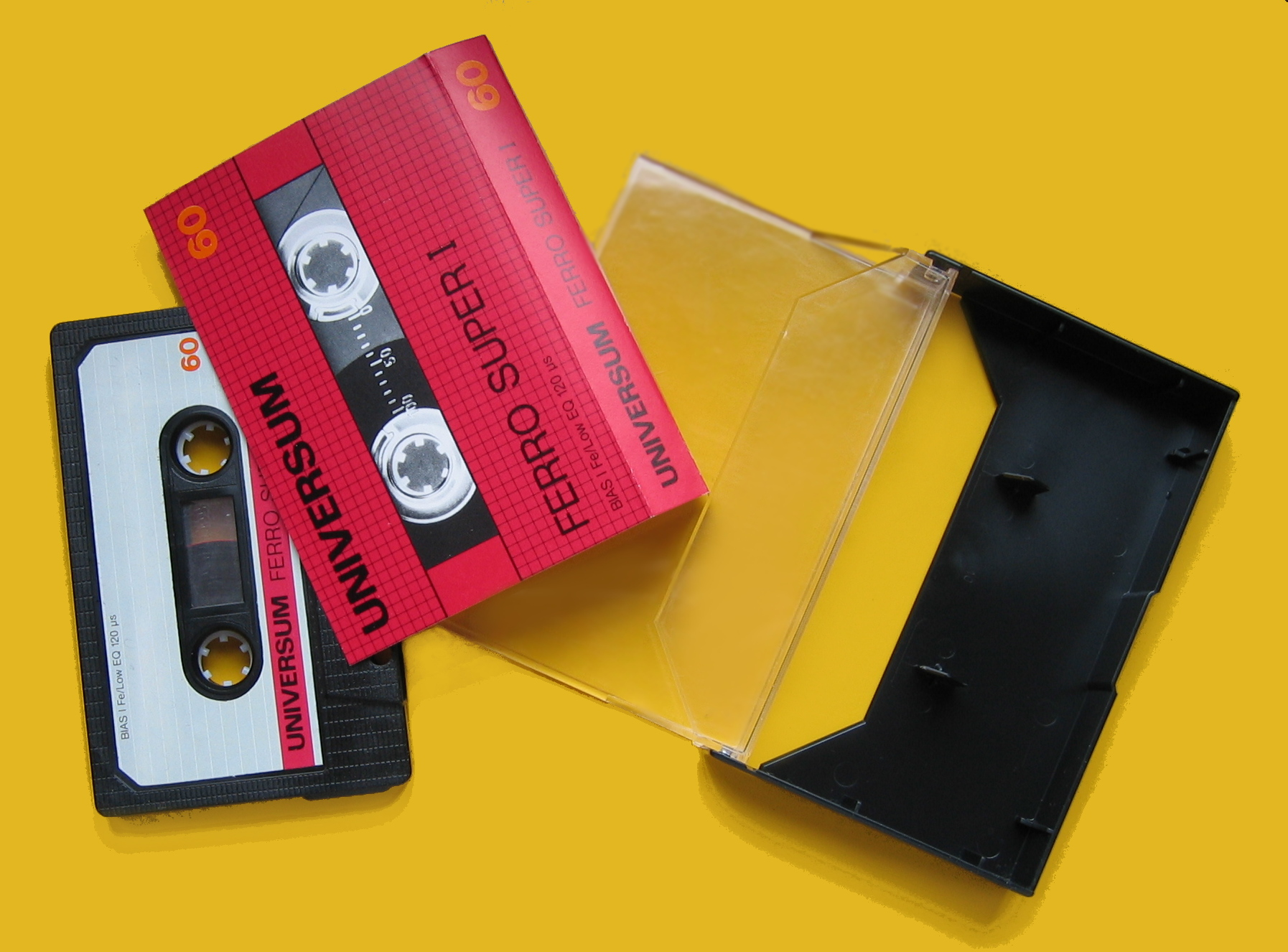
Compact Cassette mit dem Label Universum (1980er Jahre)

Unter dem Label Universum wurden auch Tonträger (Schallplatten, Musikkassetten) von Quelle angeboten.
Am 5. November 2009 wurde zunächst bekannt, dass sich die Otto Group neben den Markenrechten an Quelle auch die Markenrechte an Universum gesichert hat. Letztere musste Otto nach einer Entscheidung des Kartellamts allerdings weiterverkaufen. Mittlerweile gehören die Markenrechte dem Unternehmen K-Mail-Order GmbH & Co. KG in Pforzheim, welches auch als Versandhaus Klingel bekannt ist.